# Петър Панчев
Петър Иванов Панчев е български учител, деец на късното Българско възраждане в Македония.

## Биография
Петър Панчев е роден в 1882 година в Кратово, тогава в Османската империя. В 1898 година влиза във ВМОРО – както сам пише: „за обединението на България съм започнал да работам още от своята 16 г. възраст“. В 1900 година завършва Скопското българско педагогическо училище. В продължение на 13 години преподава в българските училища в Македония и още 6 в Свободна България. По време на Илинденското въстание през лятото на 1903 година е арестуван и осъден на 101 години затвор. Освободен е с общата амнистия от 1904 година.
След края на Първата световна война, в 1918 година се връща в Кочани, за да прибере децата си, но сръбските власти не му позволяват да се върне в България. Отхвърля неколкократни предложения да стане сръбски учител или чиновник и вместо това отваря дюкян. В дюкяна си разпространява български книги, заради което сръбските власти го арестуват и лежи в затвора. От изтезанията в 1935 година ослепява.
На 1 март 1943 година, като жител на Кочани, подава молба за българска народна пенсия, която е одобрена и пенсията е отпусната от Министерския съвет на Царство България.